# 수춘옹주
수춘옹주(壽春翁主, ? ~ 1345년)은 고려의 왕족이다. 충선왕의 딸이다.

## 생애
고려의 제26대 왕 충선왕의 유일한 딸이며, 어머니에 대해서는 기록이 없다. 원래 고려의 왕녀는 공주 또는 궁주로 불렀으나, 1308년(충선왕 복위년) 음력 9월 그 호칭을 일제히 옹주로 바꾸면서 수춘옹주도 옹주로 불리게 된 듯 하다. 성은 왕, 본관은 개성이다.
《고려사》〈열전〉의 공주 편에는 수춘옹주 항목이 누락되어 있으며, 《고려사》〈열전〉의 허종 편에 수춘옹주에 대한 기록이 등장한다. 허종은 수춘옹주의 남편이다. 훗날 충선왕은 원나라 연경에 있을 때 허종을 불러, "나에게는 딸이 하나밖에 없는데 그대가 27년이나 함께 하면서 쓸데없는 말이 생기지 않으니, 이것이 내가 그대를 거듭 사랑하는 까닭이다."라며 허종에게 후한 선물을 주었다.
한편 《고려사》에는 수춘옹주가 1345년(충목왕 원년)에 사망하자 허종이 옹주의 일을 슬퍼하다가 죽었다고 하고, 《고려사절요》에는 허종이 1345년 음력 2월에 사망했다고 하는 것으로 보아, 옹주는 1345년 초에 사망한 것으로 보인다. 호는 수춘옹주(壽春翁主)로, 자녀는 없었다.

## 가족 관계
수춘옹주는 양천 허씨 허종과 혼인하였다. 허종은 허숭의 아들로, 충선왕의 제6비 순비 허씨의 조카이다. 허종은 의관이며, 충렬왕의 총애를 받아 궁중에서 자랐다. 수춘옹주와 혼인 후 충숙왕 때는 정안부원군에 봉해지고 충혜왕 때에는 왕을 따라 원나라에 5년간 입조하는 등 신임을 받았으나, 1345년(충목왕 원년) 초에 옹주가 죽자 이를 지나치게 슬퍼하다가 그 해 음력 2월에 죽었다.
- 아버지 : 제26대 충선왕(忠宣王, 1275~1325, 재위:1298, 1308~1313)
- 어머니 : 기록 없음
- 시아버지 : 허숭(許嵩, 초명 허평, ?~1312[7])
- 시어머니 : 서원 염씨 염승익(廉承益)의 장녀[8]
  - 남편 : 허종(許悰, ?~1345)

## 수춘옹주가 등장하는 작품
- 《직지》(2005년, MBC, 배역:이일화) - 해당 작품에서는 사랑으로 해탈을 보여주는 모습을 가진 인물로 표현되었다.[9]